# Saint-Frézal-de-Ventalon
Saint-Frézal-de-Ventalon (okzitanisch Sent Fresald de Ventalon) ist eine Ortschaft und eine Commune déléguée in der französischen Gemeinde Ventalon en Cévennes mit 167 Einwohnern (Stand: 1. Januar 2022) im Département Lozère in der Region Okzitanien. 
Mit Wirkung vom 1. Januar 2016 wurde sie mit der Gemeinde Saint-Andéol-de-Clerguemort zur Commune nouvelle Ventalon en Cévennes zusammengeschlossen und nimmt seither dort den Status einer Commune déléguée ein.

## Lage
Nachbarorte sind Saint-Maurice-de-Ventalon im Nordwesten, Vialas im Nordosten, Saint-Andéol-de-Clerguemort im Osten, Le Collet-de-Dèze im Südosten und Saint-Privat-de-Vallongue im Südwesten.
Der Ort hatte 1909 bis 1968 einen Bahnanschluss an der meterspurigen Bahnstrecke Florac–Sainte-Cécile-d’Andorge.

## Bevölkerungsentwicklung
| Jahr      | 1962 | 1968 | 1975 | 1982 | 1990 | 1999 | 2008 |
| --------- | ---- | ---- | ---- | ---- | ---- | ---- | ---- |
| Einwohner | 122  | 98   | 76   | 92   | 106  | 143  | 161  |